# Las Quemazones
Las Quemazones är en ort i Mexiko.   Den ligger i kommunen Guasave och delstaten Sinaloa, i den västra delen av landet, 1 200 km nordväst om huvudstaden Mexico City. Las Quemazones ligger 36 meter över havet och antalet invånare är 1 319.
Terrängen runt Las Quemazones är mycket platt. Runt Las Quemazones är det ganska tätbefolkat, med 100 invånare per kvadratkilometer. Närmaste större samhälle är Guasave, 13,2 km söder om Las Quemazones. Trakten runt Las Quemazones består till största delen av jordbruksmark.